# Alwin Henzen
Pour les articles homonymes, voir Henzen.
Alwin Henzen est un tireur sportif suisse.

## Biographie
Il pratique le tir sportif en équipe à Viège (Visp-Eyholz). En 2021, le trio auquel il participe est nommé aux récompenses sportives du Haut-Valais.

## Palmarès
Alwin Henzen a remporté l'épreuve Hizadai(réplique) aux championnats du monde MLAIC organisés en 2002 à Lucques en Italie .
Aux championnats d'Europe de 2001, il termine second de l'épreuve Hizadai 1 à 50 m (Replika). En équipe, sa formation est classée troisième à l'épreuve Nagashino - Tanagashima.